# 베스티언즈
베스티언즈(Bastions)는 SBS TV를 통해 2023년 5월 14일부터 6월 11일까지 방영했던 대한민국의 컴퓨터 애니메이션이다. 이 시리즈는 슈퍼히어로물과 K-pop을 혼합시켰다.

## 방영 일시
| 방송 채널 | 방송일                     | 방송 시간 |
| --------- | -------------------------- | --------- |
| SBS TV    | 2023년 5월 14일 ~ 6월 11일 | 종료      |

## 줄거리
초능력이 일상이 된 세상에 살고 있는 어린 아이돌 그룹. 이 그룹은 자신의 힘을 사용하여 슈퍼히어로가 되는 방법을 배우고 환경을 오염시키려는 악당들로부터 지구를 구하기 위해 고군분투한다.

## 등장 인물
- 디거
- 알몬
- JJ
- 미키&미치
- 양 회장
- 이준

## 목소리 출연
- 한신: 디거
- 김신우: 알몬
- 김민주: JJ
- 김연우: 미키
- 이경태: 미치
- 시영준: 양 회장
- 윤아영: 이준

## 방영 목록
| 화차      | 제목                                         | 방송 일자       |
| --------- | -------------------------------------------- | --------------- |
| 1화       | 새로운 히어로의 탄생                         | 2023년 5월 14일 |
| 2화       | 이럴 땐 어떻게 해야 하는지 누가 좀 가르쳐 줘 | 2023년 5월 21일 |
| 3화       | 잊고 싶은데 잊혀지지가 않아                  | 2023년 5월 28일 |
| 4화       | More and More                                | 2023년 6월 4일  |
| 최종화(5) | You and I got the power                      | 2023년 6월 11일 |

## 제작
2023년 4월, SBS TV용으로 제작된 새로운 애니메이션 시리즈가 처음 발표되었으며 보이 밴드 방탄소년단의 새로운 싱글을 피처링한다. 이 시리즈는 티모스 미디어와 네이블에 의해 제작되었다.

### 음악
방탄소년단은 이 프로그램의 주제곡으로서 "The Planet"의 음악을 제공하였다. LE SSERAFIM, 헤이즈, 알렉사, 브레이브걸스 등이 이 사운드트랙에 추가로 기여했다.

## 방영
베스티언즈는 SBS TV를 통해 대한민국에서 2023년 5월 14일 오전 7시 25분부터 방영을 시작했다. 다른 지역들에서 이 프로그램은 크런치롤을 통해 2023년 5월 13일을 기점으로 첫 스트리밍을 시작했다.